# Phyllodoce basalis
Phyllodoce basalis är en ringmaskart som först beskrevs av Hartmann-Schröder 1965.  Phyllodoce basalis ingår i släktet Phyllodoce och familjen Phyllodocidae. Inga underarter finns listade i Catalogue of Life.